# 白色正義社會聯盟

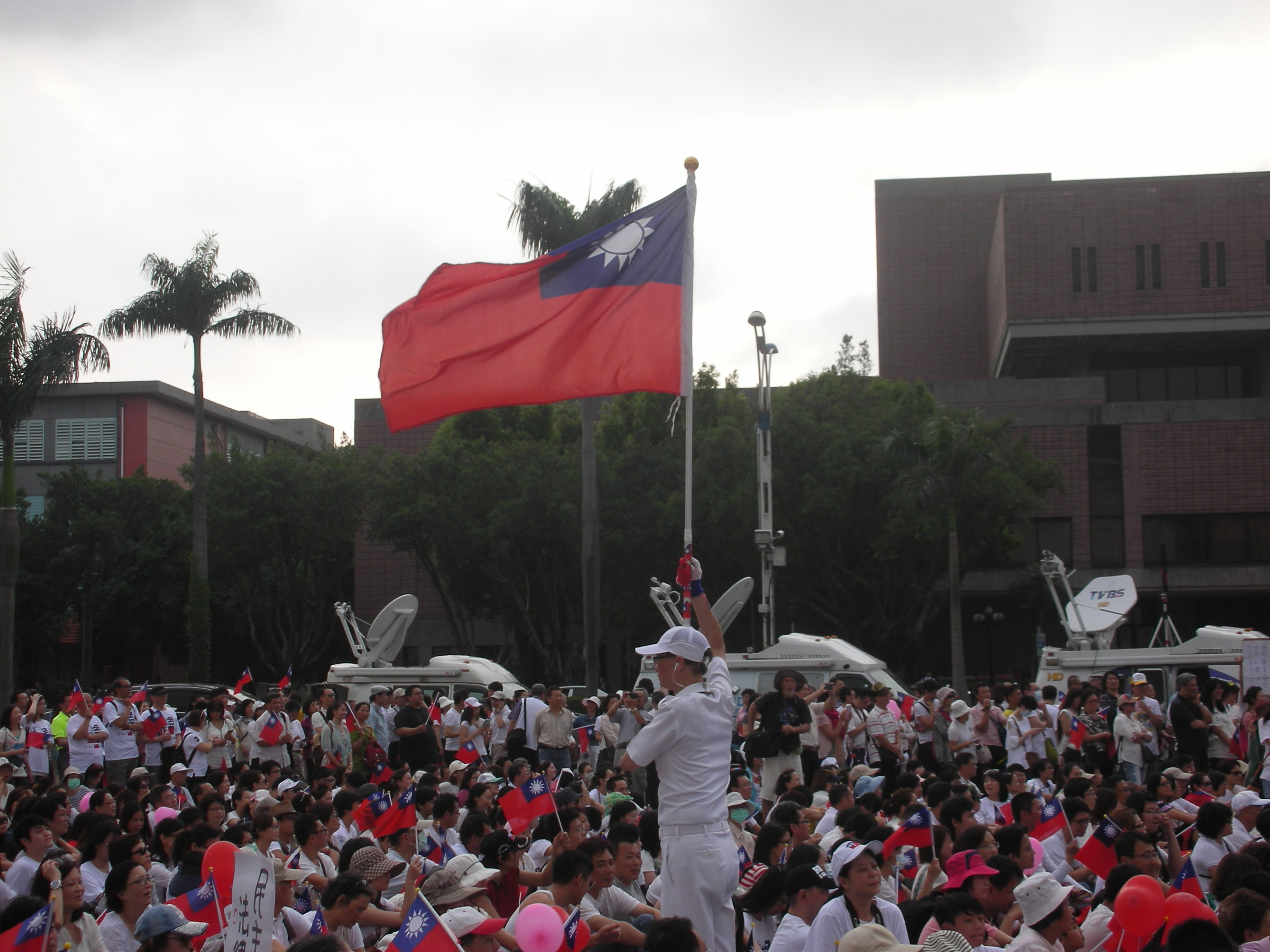
台北市中正紀念堂自由廣場舉行之「白色力量台灣前進之夜」活動。

白色正義社會聯盟，簡稱白色正義、白盟，有時自稱白色力量，台灣社會運動團體，2014年太陽花學運時期誕生的團體，成立時的訴求是支持通過服貿協定，對抗太陽花學運提出的訴求，要求佔據立法院的學生返還國會，總召、創辦人為比特威。

## 發起活動
- 2014年3月29日於台北車站東三門，發起「反學運佔領」活動[3][4][5][6]。
- 2014年3月30日，呼籲民眾關電視祈福。[7]
- 2014年4月9日，以八小時輪班的方式進行接力靜坐禁食活動，表達回歸道德、尊重倫理、端正社會風氣，對於輪班靜坐禁食的行為引發爭議[8][9][10][11]。
- 2014年4月12日，快閃活動，無集會遊行申請，號召群眾「路過」中正一分局[12][13][14]，當日中華統一促進黨總裁張安樂亦曾現身相挺[15][16][17]。
- 2014年4月13日，於中正紀念堂自由廣場舉行「白色力量台灣前進之夜」聲援警察活動，約有一萬人上街[18][19][20]。
- 2014年5月9日，白盟頒給陳歐珀「最白目獎」。總指揮阿峰說，近來政客作秀過度，造成社會紛擾，要予以遏止，更宣布陳歐珀當選「第一屆全國最白目獎」，因其在馬總統母喪之時無禮闖入，造成社會當時一片撻伐。一同「入圍」的還有以「Over my dead body」搶盡風頭的王世堅，以及因中正一事件受關注的洪崇晏、童智偉。聯盟還印製獎狀要當場贈送，不過陳歐珀方面自然婉拒出面接受，聯盟只得把文件轉交收發室。[21]。
- 2015年7月19日，白盟發起挺柱台灣嘉年華活動，支持洪秀柱代表國民黨出選總統。[22]
- 2015年8月14日，白盟於民進黨中央黨部發起「學生可以退場，歷史不能遺忘」，呼籲「請讓孩子回家」的反反課綱晚會，被指參加晚會人數未滿百人，警方則統計最多百人[23][24][25][26]。
- 2016年，前新黨台北市議員李承龍等人涉嫌以汽油彈縱火，燒燬桃園市龜山區台灣民政府總部大門。白盟發起靜坐聲援，支持李承龍。

## 政治立場
2015年7月15日，白盟在臉書上發起「0719挺柱台灣活動」，表示洪秀柱是他們唯一支持的「正派正道總統候選人」。國民黨將在7月19日於國父紀念館舉辦第19屆全代會，正式提名總統候選人，白色正義社會聯盟發文宣布將在當日於現場噴水池廣場前舉行活動，邀眾挺柱粉絲團出席支持，還呼籲民眾「穿著白衣、拿著國旗一同參與。」消息一出，受到一些網友嘲諷。而白色正義社會聯盟不在意外界批判，仍表達支持洪秀柱的立場：「我們的力量將是她的動力。」
2015年11月27日，白盟發言人陳建華宣布與中華統一促進黨合作參與立委選舉。
洪慈庸當選立委後，白盟譴責她沒選立法院外交國防委員會。

## 參與活動
- 新五四運動上凱道活動。[30][31][32][33]
- 凱渥名模抗帆廷，找來凱渥模特兒錢嘉馨（Queenie）擔任活動組長，表達不同帆廷的聲音，讓社會充滿「真善美」。[34]

## 外部連結
- 白色正義社會聯盟的Facebook專頁
- YouTube上的白色正義社會聯盟頻道